# Henri IV de Saxe

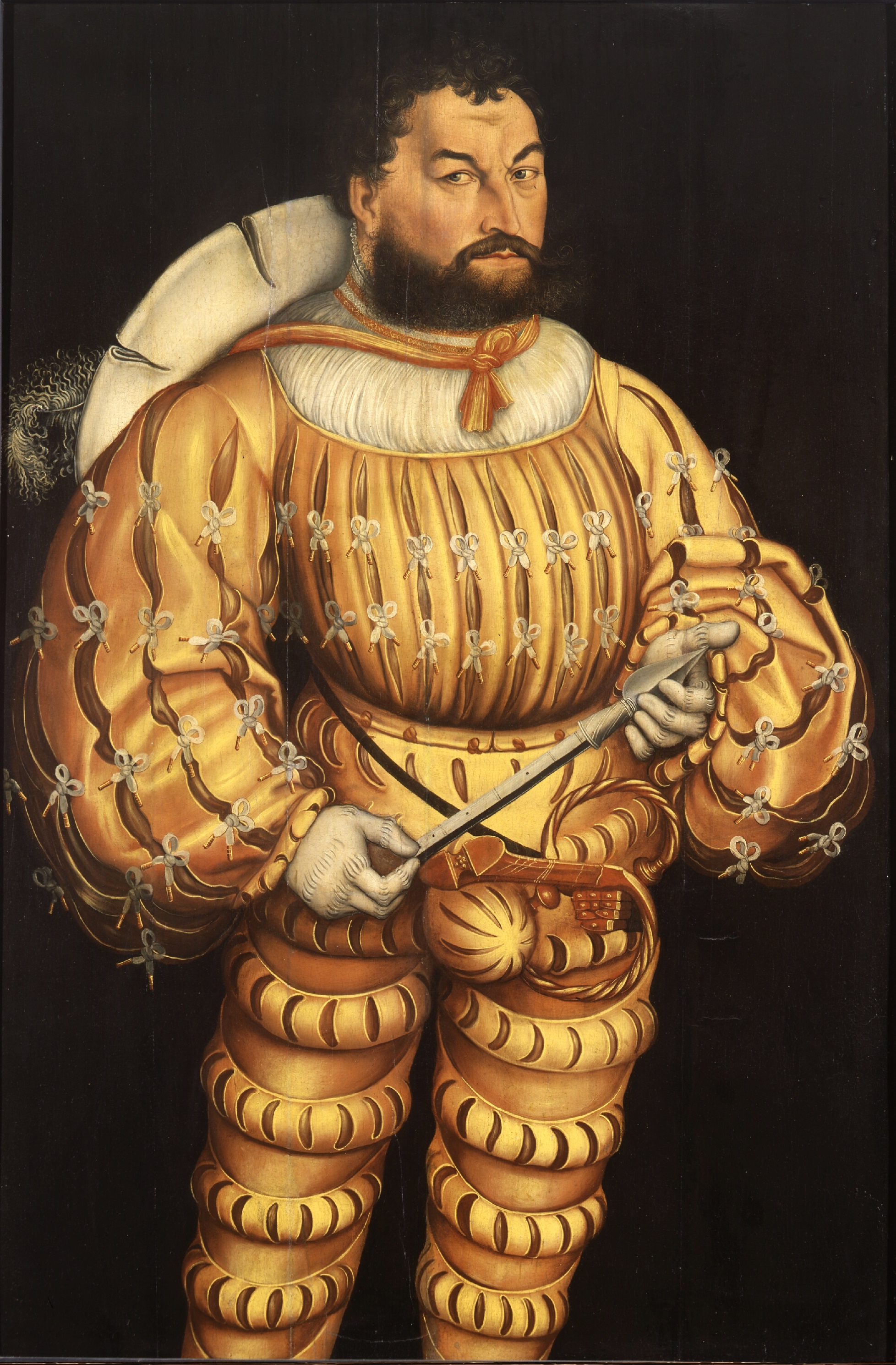
Portrait du duc Henri.

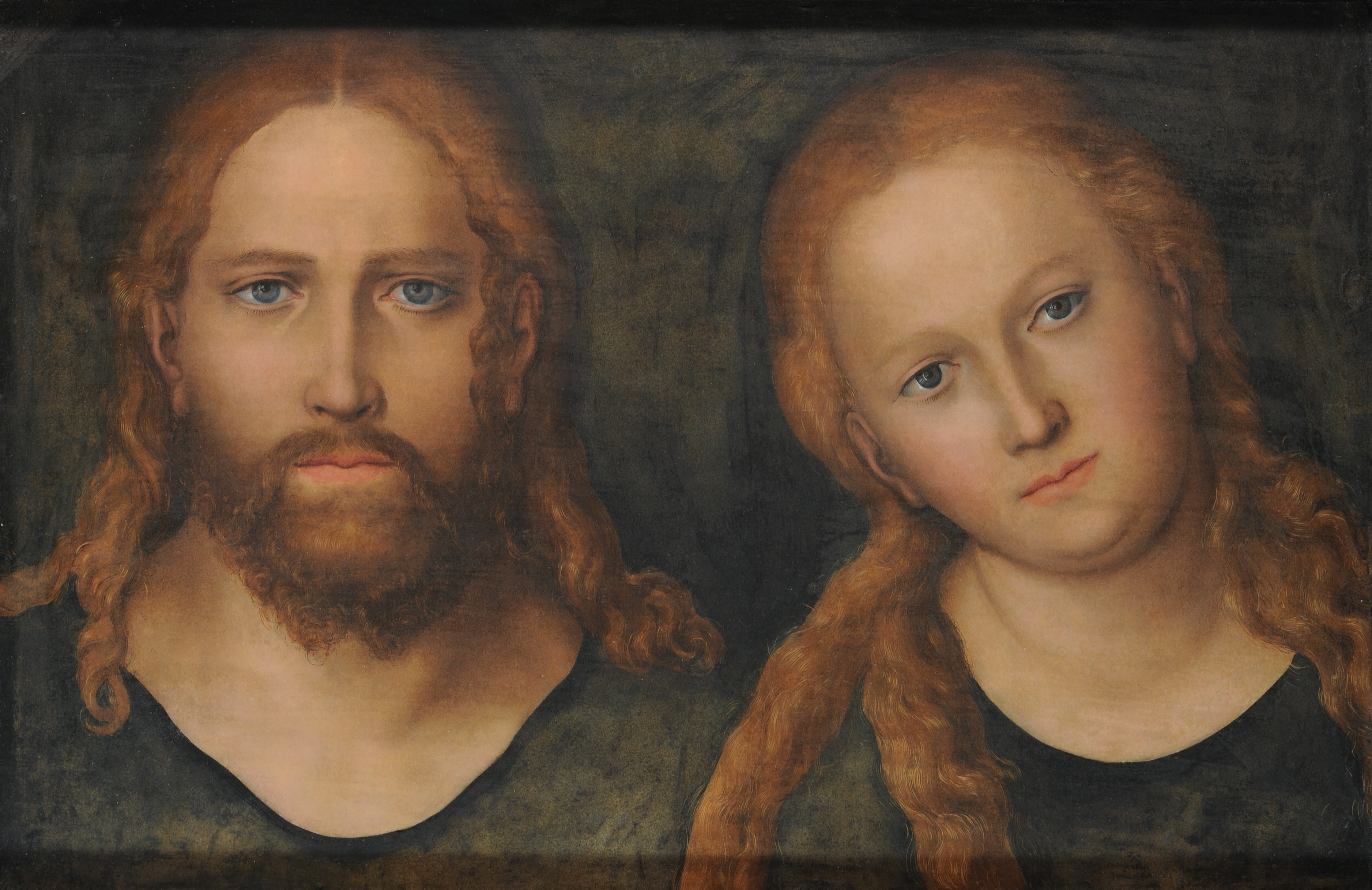
Portrait par Lucas Cranach l'Ancien: Le duc Henri et sa femme Catherine de Mecklembourg.

Henri, surnommé « le Pieux » (der Fromme en allemand ; né le 16 mars 1473 à Dresde et mort le 18 août 1541 à Dresde), de la branche albertine de la Maison de Wettin est de 1539 à 1541 duc de Saxe et de Sagan et, sous le nom de Henri V également margrave de Misnie. Il succède à son frère aîné Georges « le Barbu » malgré les réticences de ce dernier. En effet, Henri avait adopté les convictions luthériennes.

## Biographie

### La famille régnante de Saxe
Henri est le fils cadet du duc de Saxe Albert l'Intrépide (1443–1500), qui par la succession de Leipzig, fonde la Lignée albertine de la Maison ducale de Saxe. La mère d’Henri, Sidonie (1449–1510), est la fille du roi Georges Podiebrady de Bohême par son mariage avec Cunégonde de Sternberg.
Le frère aîné d’Henri, Georges le Barbu hérite en 1500 du titre de duc de Saxe de son père ; sa sœur aînée Catherine est fiancée depuis 1484 avec l’archiduc Sigismond d'Autriche ; son frère benjamin Frédéric devient en 1498 grand maître de l’Ordre Teutonique.

### Stathouder de Frise
En 1498 Henri part en pèlerinage à Jérusalem et l'année suivante obtient par son père la charge de stathouder de Frise. En 1503 il entreprend le pèlerinage de Saint-Jacques-de-Compostelle. En raison des impôts inconsidérés qu'il fait lever, les Frisons se soulèvent contre son autorité et Henri, assiégé dans sa résidence de Franeker, doit démissionner de son poste en 1505.
Albert l'Intrépide a disposé par son testament („Väterliche Ordnung“) qu'en cas de perte du gouvernement de la Frise, son frère aîné Georges devait remettre à Henri le château, la ville et les bailliages de Freiberg et Wolkenstein ainsi qu'une rente annuelle d'au moins 12500 florins.

### Seigneur de Freiberg
Le « Traité des deux frères » passé avec Georges en 1505 donne à Henri le château de Freudenstein à Freiberg. Henri est un passionné de chasse, qui collectionne armes et fusils. Le 6 juillet 1512 il épouse à Freiberg la  princesse Catherine (1487–1561), fille du duc Magnus II de Mecklembourg. Dans ses  problèmes financiers, il est aidé par Élisabeth von Rochlitz, l’échevin de la ville de Freiberg et la Branche ernestine de sa famille.
En 1521 Henri fonde la colonie montagnarde de Marienberg dans les monts métallifères, où l'on vient de découvrir de riches gisements argentifères . Il charge Ulrich Rülein von Calw d'en dresser les plans : ce dernier imagine une place centrale de 1 ha avec des rues partant de là à angle droit. Henri s’y fait construire un hôtel particulier à côté de l’Hôtel de Ville, où il se retrouve souvent avec sa famille.

### La Réforme
Après plusieurs années au cours desquelles sa femme tente de le convertir, Henri professe en 1536 la doctrine de Luther. Avec l'appui de l'électeur Jean-Frédéric et du conseiller Adam von Schönberg, il promulgue la Réforme dans ses territoires, s'aliénant par la même occasion son frère Georges le Barbu, qui demeure un catholique fervent et un adversaire acharné de Luther : il cherche à affaiblir Henri.
Pour le Nouvel An 1537, on célébre pour la première fois le réveillon selon le rite luthérien dans la cathédrale de Freiberg. La même année, Henri et son fils aîné, par l'entremise de son épouse, deviennent membres de la Ligue de Smalkalde. Georges de Saxe, qui a dans un premier temps suspendu le versement de la pension à son frère et qui interdit qu'on rémunère les pasteurs protestants, cède finalement à l'automne 1538, car la mort de ses deux fils Jean et Frédéric fait de son frère Henri son héritier présomptif. Il n'est du reste plus question de rallier Henri à la cause de la Sainte Ligue ni de maintenir l'Église traditionnelle dans le duché.

### Duc de Saxe
À l'âge de 66 ans, Henri succède à son frère Georges au trône ducal de Saxe. Sous son règne, le Protestantisme devient en Saxe religion d’État. Henri refuse de recruter dans le clergé de l’Électorat, lui préférant les soi-disant „Heinrichs-Agende“, et même l’Ordre de la Visitation est sécularisé. Quiconque refuse d'embrasser la nouvelle foi est banni ou incarcéré. Le 25 mai 1539, on fête à Leipzig en présence de Martin Luther l'adoption de la Réforme dans le pays.
Au mois de novembre 1539, Henri convoque à Chemnitz l’unique Landtag de son règne. Afin de se concilier ce Parlement, il a dû modérer le rythme des conversions forcées au moment de l’adoption officielle de la Réforme, et accepter de subordonner toute nouvelle alliance à l’accord du Parlement. D’accord avec l’Électeur de Saxe, Henri obtient le renoncement des évêques à siéger à la diète d'Empire, pour laquelle l’évêque de Misnie s'est obstinément battu. Le rappel des évêques auprès de l’Empereur se conclut finalement par le maintien de leur Immédiateté impériale. Onze jours avant sa mort, Henri fait de son fils aîné son corégent. Dans son testament il demande à sa famille de demeurer fidèle à la Confession d'Augsbourg. Henri est le premier prince Wettin à être inhumé en la cathédrale de Freiberg.
Henri a été l’un des princes les plus influents de la Maison Wettin : sa principale décision (l’adoption de la Réforme dans la Saxe albertine) fait ressentir ses conséquences jusqu’à aujourd'hui. Le contraste est d’autant plus saisissant entre ses propres pouvoirs, plutôt limités, et ceux de son frère Georges, plus fort au sein de l'Empire et plus combatif, qui pourtant renonça à s’imposer.

## Descendance
Fils du duc Albert l'Intrépide et de Sidonie de Bohême, Henri épouse le 6 juillet 1512 Catherine (1487-1561), fille de Magnus II de Mecklembourg. Six enfants sont nés de cette union :
- Sibylle (1515–1592), épouse en 1540 le duc François Ier de Saxe-Lauenbourg (1510–1581)
- Émilie (1516-1591), épouse en 1533 le margrave Georges de Brandebourg-Ansbach ;
- Sidonie (1518-1575), épouse en 1545 le duc Éric II de Brunswick-Calenberg-Göttingen (1528–1584) ;
- Maurice (1521-1553), duc puis électeur de Saxe, qui épouse en 1541 la princesse Agnès de Hesse (1527–1555);
- Séverin (1522-1533)
- Auguste (1526-1586), électeur de Saxe, qui épouse en 1548 la princesse Anne de Danemark (1532–1585).